# Annet Mahendru
Anita Devi Mahendru, detta Annet (Kabul, 21 agosto 1989), è un'attrice statunitense di origine indiana e russa.

## Biografia
Annet è nata in Afghanistan da padre indiano (giornalista e docente) e madre russa (una donna d'affari e artista), che si separarono quando aveva 13 anni. Ha vissuto l'infanzia a San Pietroburgo e Francoforte sul Meno per poi trasferirsi infine, dopo il divorzio dei genitori, nel 2002 a East Meadow, nello stato di New York, con il padre.
All'età di 11 anni ha iniziato a studiare danza classica Indiana, il Bharatanatyam. Dopo il diploma all'East Meadow High School, ha ricevuto un Bachelor of Arts in inglese presso la St. John's University. Dopo gli studi ha preso lezioni di recitazione presso lo HB studio, in commedie e film Indiani. Essendo sempre stata una grande fan dell'improvvisazione, ha iniziato gli studi presso la Groundlings School e ha preso parte a diversi progetti nella commedia. Annet ha anche studiato recitazione a Hollywood.
Annet è meglio conosciuta per il suo ruolo da protagonista nella serie televisiva The Americans, in cui interpreta il ruolo di Nina, la bella e misteriosa spia russa. Annet nel corso della sua carriera ha preso parte al film Escape from Tomorrow ed è stata guest star nelle serie televisive 2 Broke Girls, Mike & Molly, The Blacklist, White Collar e Grey's Anatomy. Nel 2015 entra a far parte del cast del film Sally Pacholok come protagonista. Sempre nel 2015, partecipa anche agli ultimi episodi della terza ed ultima stagione di The Following.

## Vita privata
Poliglotta, parla inglese, tedesco, russo, francese, farsi ed hindi. È sposata dal 2016 con il regista e sceneggiatore Louis Gibson, figlio di Mel Gibson. La coppia ha un figlio.

## Filmografia

### Cinema
- El Padrino 2, regia di Damian Chapa (2008)
- The Code, regia di Mimi Leder (2009)
- Ungu, regia di Joe Guglielmino - (2010)
- Love, Gloria, regia di Nick Scown (2011)
- El Padrino II: Border Intrusion, regia di Damian Chapa (2011)
- Pacific Rim, regia di Guillermo del Toro (2013)
- Wolverine - L'immortale, regia di James Mangold (2013)
- Escape from Tomorrow, regia di Randy Moore (2013)
- I pinguini di Madagascar (Penguins of Madagascar), regia di Eric Darnell, Simon J. Smith (2014)
- Bridge and Tunnel, regia di Jason Michael Brescia (2014)
- Sally Pacholok, regia di Elissa Leonard (2015)
- Father Stu, regia di Rosalind Ross (2022)

### Televisione
- Love Monkey – serie TV, episodio 1x04 (2006)
- Conviction - Sex & Law - serie TV, episodio 1x12 (2006)
- Entourage – serie TV, episodio 4x12 (2007)
- Torchwood: Web of Lies – serie TV, episodio 1x01 (2011)
- Big Time Rush – serie TV, episodio 2x22 (2011)
- 2 Broke Girls – serie TV, episodio 1x12 (2011)
- Mike & Molly – serie TV, episodio 3x01 (2012)
- The Blacklist – serie TV, 2 episodi (2013)
- White Collar – serie TV, episodio 5x06 (2013)
- The Americans – serie TV, 42 episodi (2013-2016)
- Grey's Anatomy – serie TV, episodio 11x04 (2014)
- The Following – serie TV, 4 episodi (2015)
- X-Files (The X Files) – serie TV, episodio 10x01 (2016)
- Tyrant – serie TV, 8 episodi (2016)
- Lethal Weapon – serie TV, episodio 3x03 (2018)
- The Walking Dead: World Beyond – serie TV, 19 episodi (2020-2021)
- True Lies – serie TV, episodi 1x12-1x13 (2023)

## Doppiatrici italiane
Nelle versioni in italiano delle opere in cui ha recitato, Annet Mahendru è stata doppiata da:
- Eva Padoan in The Americans, The Walking Dead: World Beyond
- Emanuela D'Amico in White Collar
- Chiara Colizzi in The Following
- Veronica Puccio in X-Files
- Deborah Ciccorelli in Tyrant